# Raimo Goyarrola
Raimo Ramón Goyarrola Belda (Bilbao, 20 de julio de 1969) es un médico cirujano, teólogo y presbítero católico hispano-finlandés, miembro del Opus Dei. Es el obispo de Helsinki, desde septiembre de 2023.

## Biografía
Raimo Ramón nació el 20 de julio de 1969, en la ciudad española de Bilbao. 
En 1987, a los dieciocho años solicitó su admisión en la prelatura personal del Opus Dei.
En 1992, obtuvo la licenciatura en Medicina y Cirugía en la Universidad de Navarra. Tras realizar los estudios eclesiásticos en la Pontificia Universidad de la Santa Cruz (2002), consiguió el doctorado en Teología Dogmática.

### Sacerdocio
Su ordenación sacerdotal fue el 1 de septiembre de 2002, incardinándose en la prelatura Opus Dei.
En 2006 se trasladó a vivir a Helsinki (Finlandia) donde comenzó su labor pastoral como capellán en la residencia de estudiantes Tavasttähti y como asistente de Pastoral Universitaria en Helsinki. Posteriormente asumió diversos cargos pastorales: capellán universitario en el Helsinki Commercial College, profesor de religión en varias escuelas públicas de Helsinki, capellán militar, representante de la Diócesis de Helsinki en el Consejo Ecuménico de Iglesias de Finlandia, donde fue miembro del Comité de Ética y de la Junta Ejecutiva.
En septiembre de 2011, Goyarrola Belda se convirtió en Vicario General de la Diócesis de Helsinki.Además, es miembro del Colegio de Consultores,del Consejo de Sacerdotesy de la Comisión Diocesana de Liturgia, así como postulador de la causa de canonización del Beato Obispo Hemmingy moderador de la Hermandad del Santísimo Sacramento.

### Episcopado
El 29 de septiembre de 2023, el Papa Francisco lo nombró obispo de Helsinki.El 26 de noviembre de 2023 fue consagrado obispo, en la catedral luterana de san Juan (Helsinki) prestada por los luteranos ante las reducidas dimensiones de la catedral católica y el elevado número de asistentes, más de 15.000 personas, siendo la ceremonia católica más numerosa desde que esta Iglesia está presente en Finlandia, —inicios del siglo XX—. La ceremonia, presidida por el cardenal Anders Arborelius de Estocolmo, se celebró en cuatro idiomas —finlandés, latín, inglés y euskera—, y contó con la presencia del Nuncio Apostólico Julio Murati, del obispo emérito de Helsinki, Teemu Sippo, S.C.I. Además, asistieron dieciséis obispos católicos, —entre los que se encontraban el arzobispo de Burgos, Mario Iceta; el obispo de Bilbao, Joseba Segura; o el adminitrador apostólico de Estonia, Philippe Jourdan—, cuatro obispos ortodoxos y cuatro de la Iglesia evangélica luterana de Finlandia, veinte pastores protestantes y 1.750 fieles de diversas confesiones cristianas. Tras la ceremonia, monseñor Goyarrola saludó al clero finés y, citando al Papa Francisco, comentó que "si en todos sitios hacen falta pastores con olor a oveja, aquí tenemos que oler también a reno y dejarnos la vida por todos”.

### Ecumenismo
En Finlandia existen veinticinco iglesias cristianas no católicas. En 2025 se han realizado dos días de formación conjunta para sacerdotes católicos y ortodoxos. El 8 de septiembre de 2024, se celebró una procesión conjunta católico-ortodoxa, presidida por los obispos ortodoxo y católico de Helsinki, a los que acompañaban cuatrocientas fieles que portaban una imagen de la Virgen de Fátima y un icono bizantino.
Junto con la Iglesia Luterana, han parado en tres ocasiones la ley de eutanasia, tras la publicación de una carta conjunta en la que abogaban por desarrollar cuidados paliativos. También han organizado una Marcha por la Vida, católicos y luteranos, a la que han asistido cuatrocientas personas.

## Publicaciones
- Iglesia de Roma y ministerio petrino. Estudio sobre el sujeto del primado (sedes o sedens) en la literatura teológica postconciliar. Dissertationes. Series theologica 8. Roma: Edizioni Università della Santa Croce. 2002. ISBN 978-88-8333-041-4.
- Eutanasia. Muutamia lääketieteellisiä ja eettisiä kysymyksiä. Helsinki: KATT. 2013. ISBN 978-952-9627-79-0.
- Kirjeitä taivaasta – Iloiset salaisuudet. Helsinki: KATT. 2016. ISBN 978-952-7153-00-0.
- Kirjeitä taivaasta II – Valoisat salaisuudet. Helsinki: KATT. 2018. ISBN 978-952-7153-26-0.
- José Miguel Cejas (2018). Mitternachtssonne: Warmer Nordwind. Lebenszeugnisse von Christen in den nordischen Ländern (Cálido viento del norte. Relatos de los disidentes de las ideologías dominantes en Suecia, Noruega, Dinamarca y Finlandia, Islandia, Goenlandia y las Islas Feroe) (Helga Kegel, Janni Büsse, trad.). Kißlegg: fe-Medienverlag. pp. 68-75. ISBN 978-3-86357-214-3.
- Ihmiselämä äidin kohdussa. Helsinki: KATT. 2019. ISBN 978-952-7153-31-4.
- Kirjeitä taivaasta III – Murheelliset salaisuudet. Helsinki: KATT. 2021. ISBN 978-952-7153-56-7.
- Kirjeitä taivaasta IV – Kunniakkaat salaisuudet. Helsinki: KATT. 2022. ISBN 978-952-7153-64-2.
- Romper el hielo: Historias de un sacerdote católico en Finlandia. Madrid: Palabra. 2025. p. 256. ISBN 978-8413684499.[12]